# オオアワダチソウ
オオアワダチソウ（大泡立草、学名: Solidago gigantea Aiton subsp. serotina）は、キク科アキノキリンソウ属の多年草。北アメリカ原産で、日本では外来種（帰化植物）として全国に定着している。

## 分布
北アメリカ大陸を原産地とする。
日本（北海道から九州）やヨーロッパに移入分布する。

## 特徴
多年生の草本で、花茎の高さは50 - 150センチメートル (cm) になる。茎は枝先に近い部分に微毛があるが、そのほかは無毛である。葉は茎に互生し、披針形で、上半分の縁には低い鋸歯が明確につく。葉身の基部は細まって、短い葉柄に続く。葉は無毛でざらつかない。
花期は7月から8月で、茎の先端に黄色の小さな花が集まって咲く。花序は枝がややまばらで、頭花の総苞の高さ4 - 5ミリメートル (mm) ほどで、舌状花の舌片の長さがセイタカアワダチソウよりも幅広く、雌蕊は花筒よりもわずかに飛び出す。
同属の帰化植物であるセイタカアワダチソウに似ているが、オオアワダチソウは背が低く、葉や茎がザラザラせず、花穂の先端部分が曲がる。花期（晩秋）も早く、セイタカアワダチソウが咲く頃には花期は終わっている。セイタカアワダチソウのように大群落にもならない。開花期の違いが明瞭であるので、夏期に野外で出会う花は、まずオオアワダチソウと思っても良い。

## 外来種問題
北米の原産であるが、渡来は明治中期とされる。明治頃から庭園に植えられて栽培されていたものが、日本全国の荒地や河川敷などに広く野生化している。そのほとんどは、セイタカアワダチソウのようには増えず、害草化には至っていない。北海道ではセイタカアワダチソウよりも優占している。
希少植物が生育する礼文島では、本種の駆除が行われている。
外来生物法により要注意外来生物に指定されている。また、日本生態学会によって日本の侵略的外来種ワースト100にも選定されている。